# Chacor ha-Gelilit
Chacor ha-Gelilit (hebr. ‏חָצוֹר הַגְּלִילִית‎, arab. ‏ياصور‎) – samorząd lokalny położony w Dystrykcie Północnym, w Izraelu.

## Położenie

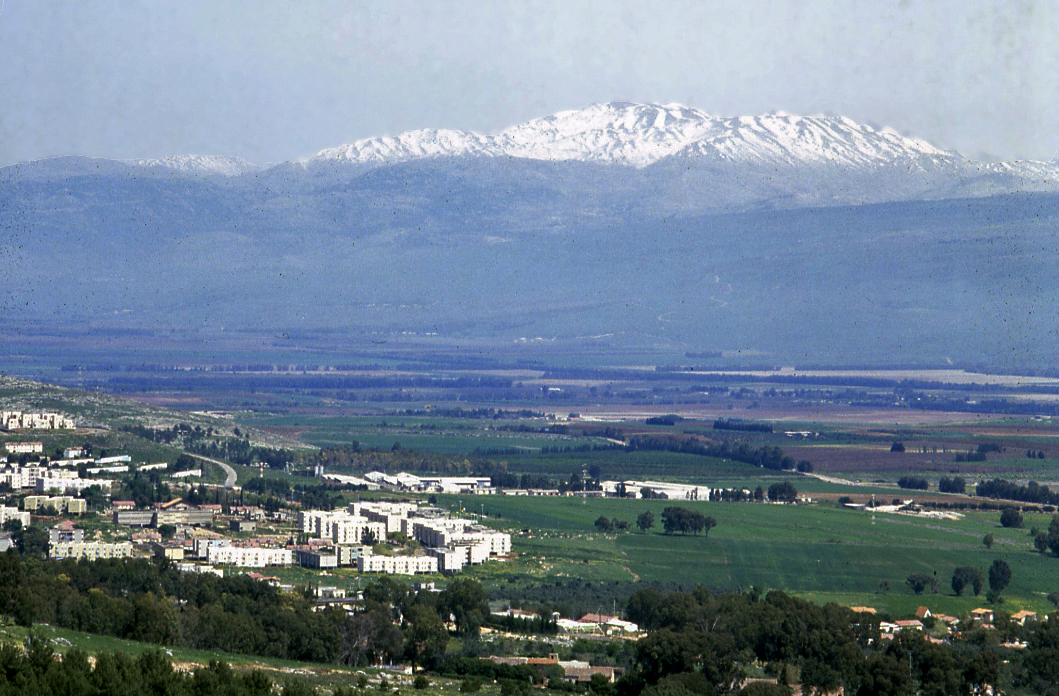
Widok na Chacor ha-Gelilit i Dolinę Hula. W tle widoczna w oddali zaśnieżona góra Hermon

Miejscowość Chacor ha-Gelilit leży na południowo-wschodnim obrzeżu Doliny Hula w Górnej Galilei, na północy Izraela. W jego otoczeniu znajdują się miasto Safed, miejscowości Rosz Pina i Tuba-Zangarijja, kibuce Ajjelet ha-Szachar, Machanajim i Kefar ha-Nasi, moszawy Alma, Sede Eli’ezer i Miszmar ha-Jarden, oraz wioska komunalna Amukka. Osady wiejskie należą do Samorządu Regionu Ha-Galil ha-Eljon, Samorządu Regionu Merom ha-Galil i Samorządu Regionu Mewo’ot ha-Chermon.
Chacor ha-Gelilit jest położone w Poddystrykcie Safed, w Dystrykcie Północnym Izraela.

## Środowisko naturalne
Miasteczko jest położone na wschodnich zboczach góry Har Kena’an (936 m n.p.m.), które opadają do Dolina Hula, będącej częścią Rowu Jordanu. W ten sposób miejscowość leży na wysokości od 480 do 310 m n.p.m. Po stronie zachodniej wznoszą się strome zbocza góry Har Kena’an, natomiast po stronie wschodniej teren łagodnie opada w kierunku depresji rzeki Jordan. Z zachodnich gór spływają strumienie Machanajim, ha-Me’agel i Far’am. Na południowy wschód od miejscowości przepływa strumień Rosz Pina. Wzgórza są zalesione, natomiast tereny położone po stronie północno-wschodniej i wschodniej są eksploatowane rolniczo.

## Historia

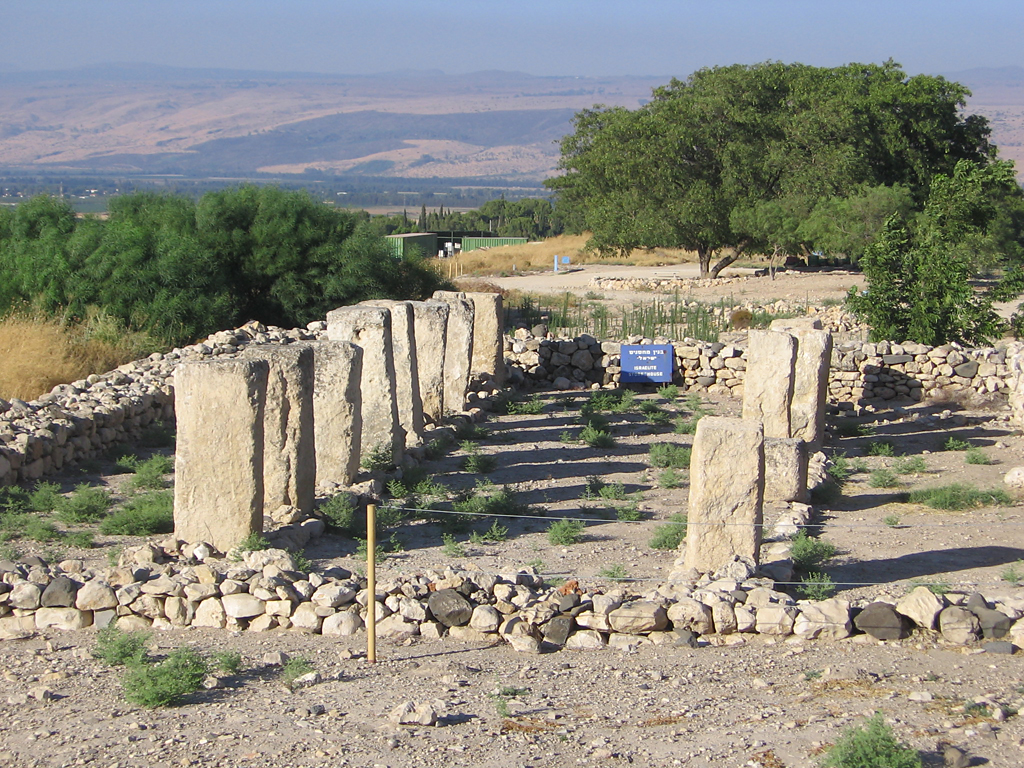
Starożytne ruiny Chasor

Pierwotnie w tej okolicy było położone starożytne miasta Chacor. Badania archeologiczne odkryły ślady osadnictwa sięgające wczesnej epoki brązu. Około XV wieku p.n.e. Chacor było już rozwiniętym miastem o dużym znaczeniu strategicznym, największym miastem północnego Kanaanu. Korzystne położenie przy szlaku handlowym Via Maris sprzyjało jego rozwojowi. Opisy biblijne wymieniają dwóch królów o imieniu Jabin, którzy panowali w Chacor i walczyli z Hebrajczykami. Miasto zostało doszczętnie zniszczone, a jego mieszkańcy zabici. Kolejny opis biblijny wskazuje, że miasto zostało szybko odbudowane i ufortyfikowane. Przypadło ono w dziale izraelskiemu pokoleniu Naftalego. Dalsza rozbudowa miasta miała miejsce za czasów króla Salomona, jednak analiza stylu architektonicznego i cech odnalezionych ceramik wskazują, że w rzeczywistości miało to miejsce na początku IX wieku p.n.e., czyli podczas panowania króla Omri. Następnie, w zachodniej części Chacor powstała twierdza króla Achaba (zachowały się pozostałości sześciu bram wjazdowych i budynków administracji). Chacor zostało zniszczone w 732 roku p.n.e. przez Asyryjczyków. Nigdy później nie wróciło już do swojej wielkości. Izraelici co prawda odbudowali niewielką twierdzę, która istniała na wzgórzu od VII do II wieku p.n.e., jednak nie odgrywała już ona większej roli w regionie. Ostatnia historyczna wzmianka o Chacor mówi, że na tutejszej równinie Jonatan Machabeusz walczył w 147 roku p.n.e. przeciwko Demetriuszowi.
W późniejszych wiekach wzgórze z ruinami miasta Chacor pozostawało opuszczone, natomiast bardziej na południe od niego powstały arabskie wioski Mughar al-Chajt i Fir’im. Po I wojnie światowej w 1918 roku wioski wraz z całą Palestyną przeszły pod panowanie Brytyjczyków. Utworzyli oni w 1921 roku Brytyjski Mandat Palestyny. W poszukiwaniu skutecznego rozwiązania narastającego konfliktu izraelsko-arabskiego w dniu 29 listopada 1947 roku została przyjęta Rezolucja Zgromadzenia Ogólnego ONZ nr 181. Zakładała ona między innymi, że wioski Mughar al-Chajt i Fir’im miały znaleźć się w granicach nowo utworzonego państwa żydowskiego. Arabowie odrzucili Rezolucję i dzień później doprowadzili do wybuchu wojny domowej w Mandacie Palestyny. Od samego początku wojny siły Arabskiej Armii Wyzwoleńczej paraliżowały żydowską komunikację w całej Galilei. Z tego powodu, w dniu 2 maja 1948 roku żydowskie siły Palmach zajęły wioskę Mughar al-Chajt – jej mieszkańcy zostali wysiedleni, a domy wyburzono. Podczas I wojny izraelsko-arabskiej w dniu 26 maja 1948 roku taki sam los spotkał wioskę Fir’im.
Współczesna osada miała swoje początki w dniu 25 grudnia 1952 roku, kiedy to założono dwa obozy przejściowe dla żydowskich imigrantów (ma’abarot). W pobliżu zniszczonej arabskiej wioski Mughar al-Chajt powstał obóz Chacor A (hebr. חצור א), a około 1 km na południowy wschód obóz Chacor B (hebr. חצור ב). W obozach zamieszkali w większości imigranci z Afryki Północnej. Ich powstaniu towarzyszyła dyskusja i poważny spór nad celowością zakładania nowej osady. Zwolennicy argumentowali, że Chacor powinno służyć jako regionalne centrum rozwijającego się rolnictwa w Dolinie Hula, korzystając ze wsparcia handlu i przemysłu pobliskiego miasta Safed. Opozycja twierdziła, że ciężko będzie zbudować wystarczająco silną bazę gospodarczą, która umożliwiłaby samodzielne przetrwanie Chacor. Uważali oni, że w pierwszej kolejności powinny być rozwijane istniejące już miejscowości Safed i Kirjat Szemona, a słabe Chacor będzie tylko dodatkowym obciążeniem. Ostatecznie, w 1956 roku rozwijająca się osada otrzymała status samorządu lokalnego. Podczas II wojny libańskiej w 2006 roku na miejscowość spadło kilka rakiet wystrzelonych przez organizację terrorystyczną Hezbollah z południowego Libanu.

## Demografia
Według danych Izraelskiego Centrum Danych Statystycznych w 2012 roku w Chacor ha-Gelilit żyło ponad 8,8 tys. mieszkańców, z czego 97,2% stanowili Żydzi, a 2,8% inne narodowości. Jest to niewielkie miasto, którego populacja charakteryzuje się małym wzrostem liczebności. Według danych z 2011 roku przyrost naturalny w porównaniu do poprzedniego roku wyniósł 0,4%. W roku tym urodziło się 196 dzieci, a zmarło 49 osób (odnotowano 1 zgon niemowlęcia). Według danych za 2010 rok liczba zatrudnionych pracowników wynosiła 3816, a liczba osób pracujących na własny rachunek – 233. Średnie miesięczne wynagrodzenie w 2010 roku wynosiło 5635 ILS (średnia krajowa 7522 ILS). Zasiłki dla bezrobotnych pobierało 79 osób, w tym 29 mężczyzn (średni wiek: 41 lata). Świadczenia emerytalne oraz rentowe pobierało 881 osób, a zapomogi społeczne – 407 osób.
| Wiek (w latach) | Procent populacji w % |
| --------------- | --------------------- |
| 0 – 4           | 10,1                  |
| 5 – 9           | 8,6                   |
| 10 – 14         | 8,8                   |
| 15 – 19         | 9,9                   |
| 20 – 29         | 16,5                  |
| 30 – 44         | 16,8                  |
| 45 – 59         | 16,4                  |
| 60 – 64         | 4,0                   |
| 65 –            | 8,9                   |

Źródło danych: Central Bureau of Statistics.

## Symbole
Herb Chacor ha-Gelilit został opublikowany w 1956 roku. Widnieją na nim cztery charakterystyczne dla miejscowości symbole. Jest wizerunek ruin starożytnego miasta Chacor, ilustracja gór i okolicznej roślinności, oraz przebiegająca przy miejscowości droga z położonymi obok osiedlami mieszkaniowymi i strefą przemysłową.

## Polityka
Siedziba władz samorządowych znajduje się w samym jego centrum, przy ulicy Ma'ale Ha-Me'agel. Przewodniczącym rady jest Szymon Swisa. W miejscowości znajduje się siedziba urzędu ochrony zabytków na region północny (ang. Northern Region Governmental Authority fo Antiquities).

## Gospodarka
W zachodniej części miasteczka jest położona strefa przemysłowa. Tutejsze firmy to drobny przemysł oraz zakłady spożywcze przetwarzające owoce okolicznych rolników i produkujące konserwy. Działalność strefy jest ułatwiona dzięki bliskiemu sąsiedztwu portu lotniczego i ważnych drogowych węzłów komunikacyjnych.

## Infrastruktura
W miejscowości nie ma szpitala, są tu tylko przychodnie zdrowia oraz klinika stomatologiczna. Najbliższy szpital to Centrum Medyczne Sieff w Safedzie. Remiza straży pożarnej znajduje się w strefie przemysłowej. Miejski cmentarz jest położony w zachodniej części miejscowości, przy ulicy Narkis.

## Transport

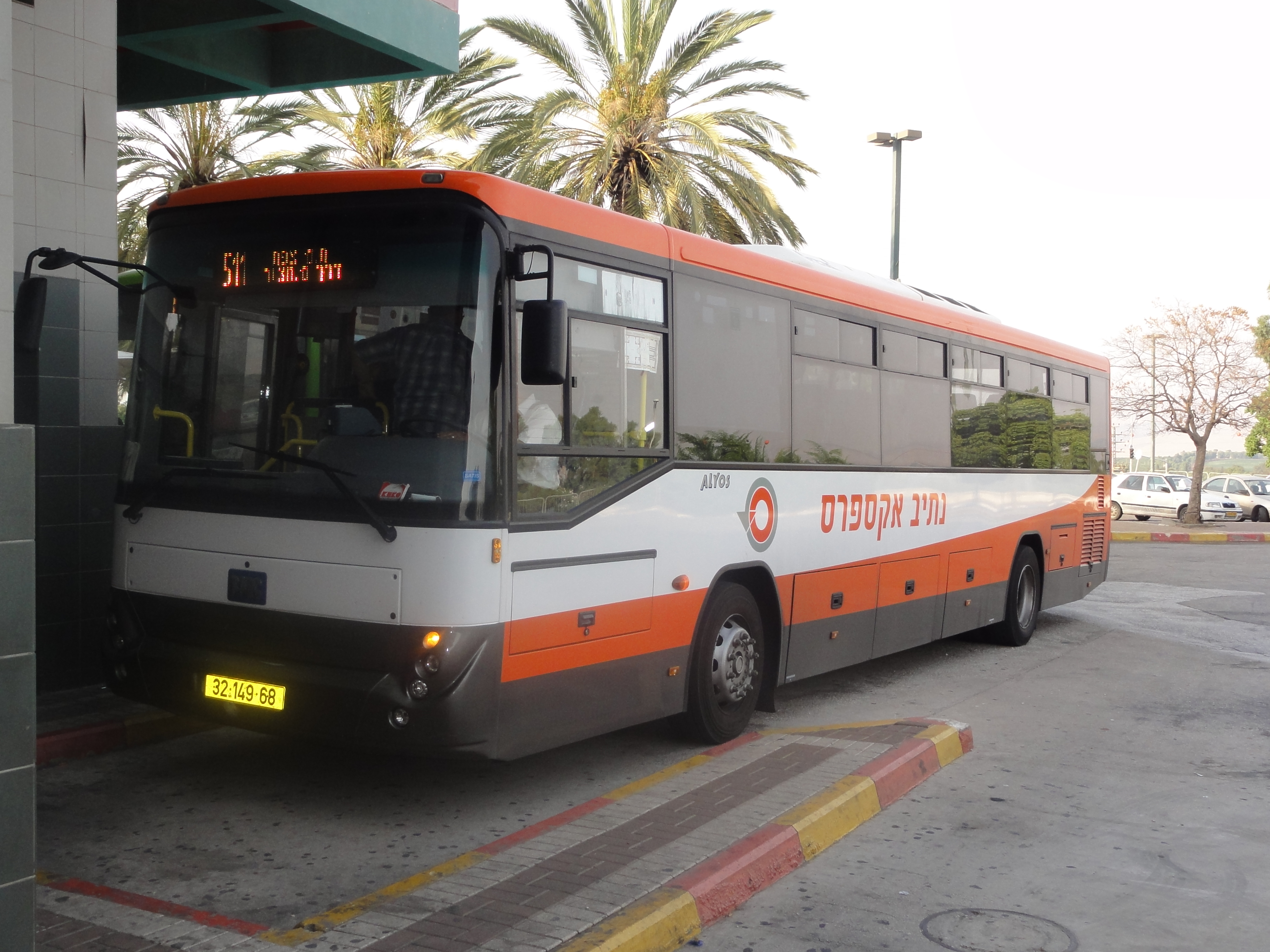
Autobus na dworcu autobusowym w Chacor ha-Gelilit

Miejscowość leży przy dwóch ważnych węzłach komunikacyjnych Doliny Hula. Wzdłuż wschodniej granicy miasteczka przebiega droga ekspresowa nr 90, którą, jadąc na północ, dojeżdża się do skrzyżowania z drogą nr 91 (prowadzi na północny wschód do kibucu Machanajim i moszawu Miszmar ha-Jarden), lub na południe do skrzyżowań z drogą 8676 i drogą nr 8900 (prowadzą na zachód do miejscowości Rosz Pina i następnie na południe do osiedla Nof Kinneret miasta Safed), oraz z drogą nr 8677 (prowadzi na wschód na lotnisko, do strefy przemysłowej, miejscowości Tuba-Zangarijja i kibucu Kefar ha-Nasi). Jeszcze dalej na południu jest położony węzeł drogowy z drogą nr 89, która prowadzi na zachód do miasta Safed. Centralny dworzec autobusowy znajduje się zaraz przy zjeździe z drogi nr 90 na główną ulicę miejscowości – ulicę Ma'ale Ha-Me'agel. Głównym środkiem transportu publicznego są autobusy linii Egged. Można stąd dojechać do Kirjat Szemona, Safedu, Tyberiady, Nazaretu i Hajfy.
W 2011 roku w Chacor ha-Gelilit było zarejestrowanych 2551 pojazdów silnikowych, w tym 2028 samochodów osobowych (średnia wieku samochodów prywatnych wynosiła 8 lat). W roku tym w mieście doszło do 7 wypadków.
Na wschód od miejscowości jest położony port lotniczy Rosz Pina, obsługujący połączenia krajowe.

## Architektura

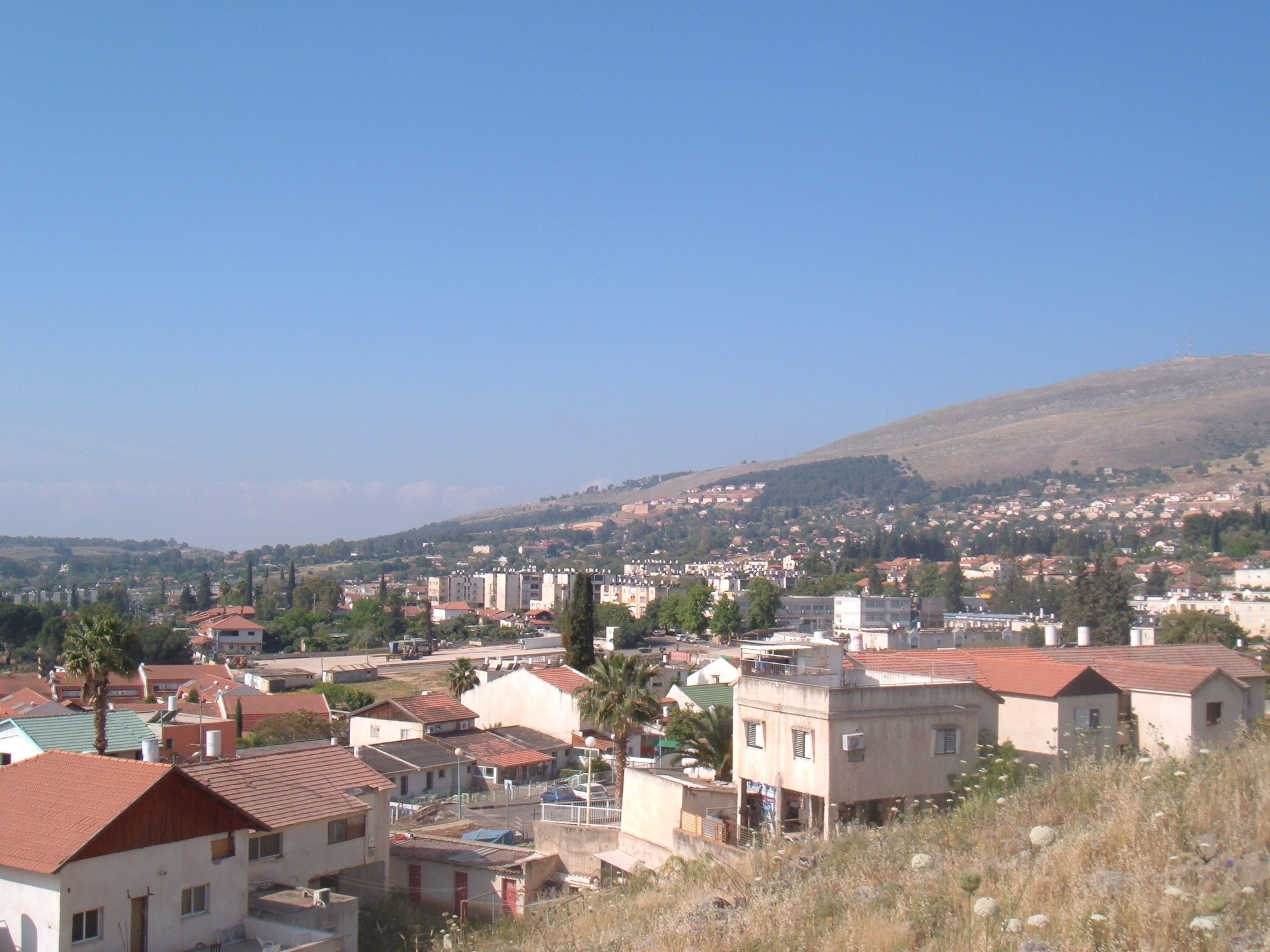
Typowa niewysoka zabudowa Chacor ha-Gelilit

Chacor ha-Gelilit jest młodym i nowoczesnym miasteczkiem. Zabudowa w większości składa się z niskich domów jednorodzinnych. Są tu osiedla mieszkaniowe: Nof Ha-Moszawa, Ze’ew, Rova Merkaz, Ha-Kirja Ha-Hasidit i Ha-Keramim. Cechą charakterystyczną miejscowości jest duża ilość zieleni. Jest tu Las Miejski Chacor ha-Gelilit, oraz ogrody: Ha-Andarta, Ha-Jedidut oraz HaGat. Wzdłuż wszystkich ulic zasadzono drzewa, co dodaje miasteczku uroku.

## Edukacja i nauka
Zgodnie z danymi Izraelskiego Centrum Danych Statystycznych w Chacor ha-Gelilit jest 5 przedszkoli, 6 szkół podstawowych i 4 średnie. W 2011 roku w 110 klasach szkolnych uczyło się prawie 2,4 tys. uczniów, w tym ponad 1 tys. w szkołach podstawowych. Średnia uczniów w klasie wynosiła 22. Szczególną uczelnią jest Technologiczny College Cheil Ha-Avir.

## Religia

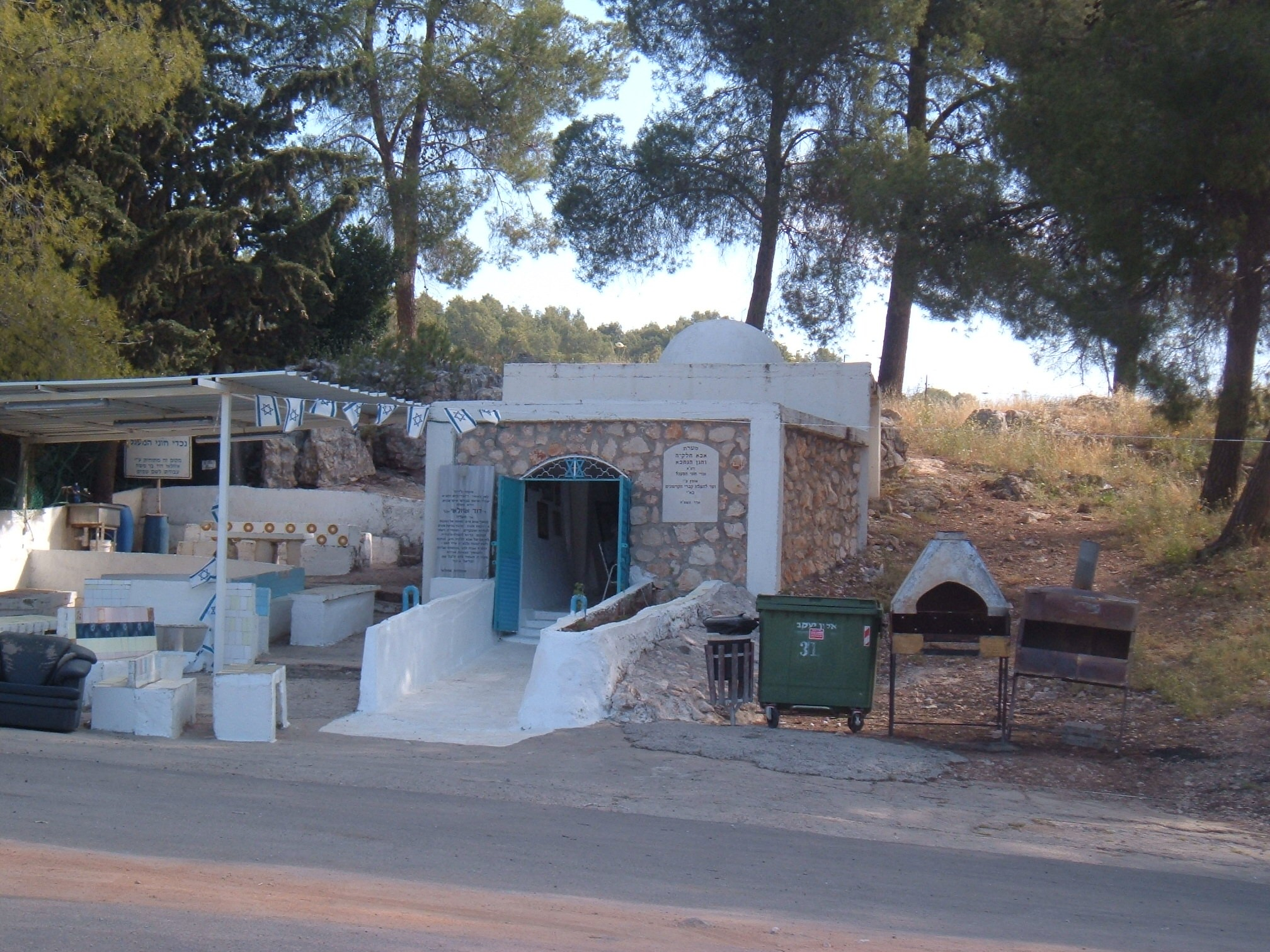
Grobowiec rabina Honi ha-M'agel w Chacor ha-Gelilit

Miejscowość ma tradycyjny żydowski charakter religijny, na który silny wpływ wywiera duża społeczność chasydów z dynastii Ger. Jest tu wiele synagog: synagoga Izaaka przy ulicy Neve Harim, synagoga Szalom i mykwa przy ulicy Ha-Nachlieli, synagoga Rabbi Meira przy ulicy Ha-Hula, synagoga Honi ha-M'agel przy ulicy Ha-Jarden oraz synagoga Eliasza. Jednak najważniejszym miejscem o charakterze religijnym jest grobowiec rabina Honi ha-M'agel. To właśnie obecność tego grobowca przyciąga tutaj licznych chasydów.
W Chacor ha-Gelilit znajduje się także silny ośrodek edukacji religijnej. Obok szkół Talmud Tora Kol Menachem i Talmud Tora Beit Ja’akow, jest religijne seminarium Beit Ja’akow oraz jesziwa Siftei Cadik.

## Sport i rekreacja
W południowo-wschodniej części miejscowości znajduje się basen kąpielowy Gal Gil, w południowo-zachodniej są korty tenisowe, natomiast po stronie zachodniej jest położony stadion piłkarski. Mniejsze boiska i obiekty sportowe znajdują się przy szkołach.

## Wojsko
W rejonie miejscowości rozlokowane są liczne bazy wojskowe Sił Obronnych Izraela. Na południowym wschodzie, przy miejscowości Rosz Pina, leży baza wojskowa Filon, na północy, przy Chasor, znajduje się baza wojskowa Merot, a na zachodzie, przy mieście Safed, rozmieszczone są baza wojskowa Nabratein i baza wojskowa Pacan.